# Messak Settafet

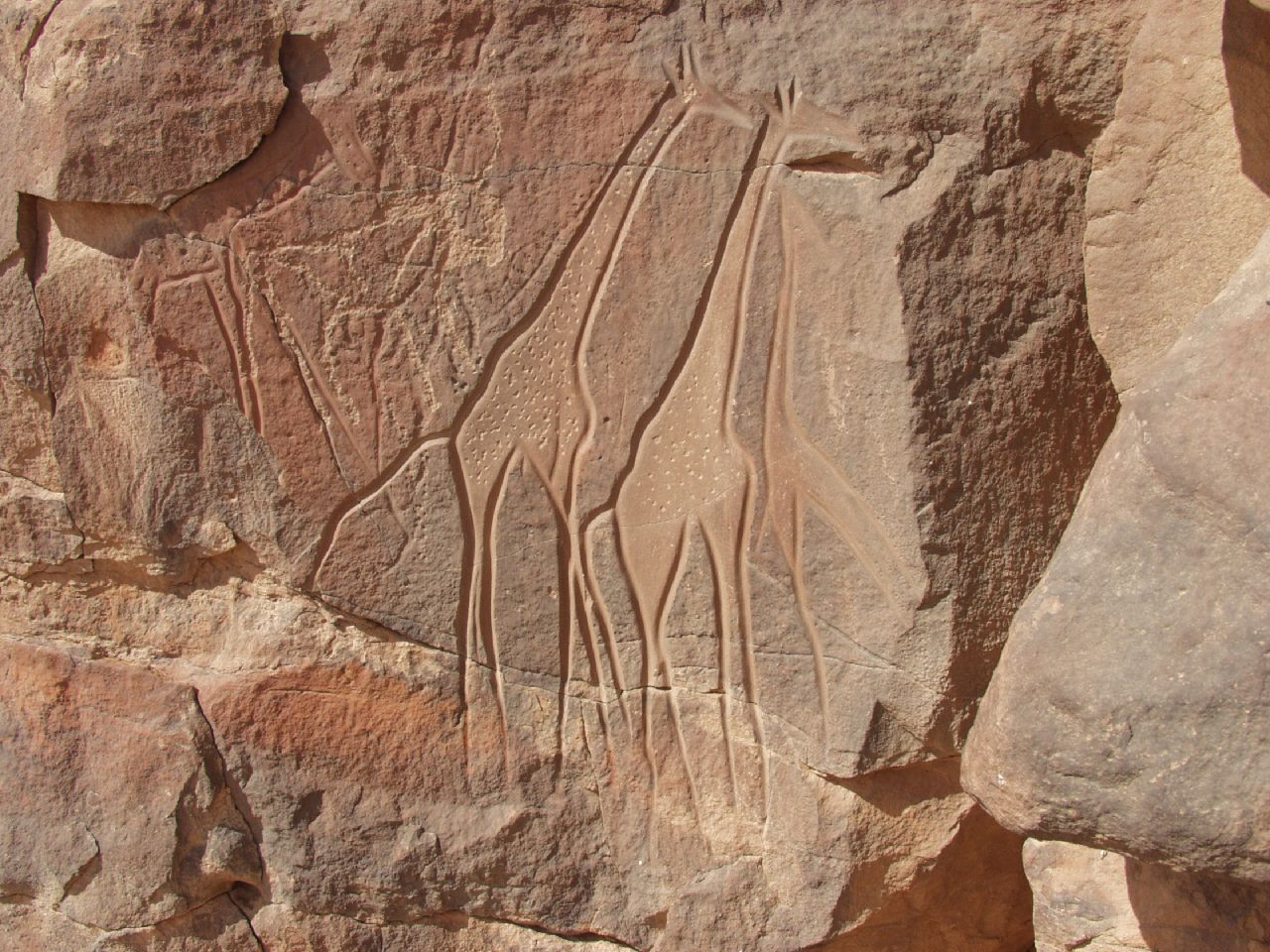
Girafes au Wadi Mathendous

Le Messak Settafet est un massif de grès situé dans le Sud-Ouest de la Libye. Il culmine à une altitude d'environ 300 mètres. Le massif regorge d'art rupestre préhistorique, en particulier sur le site de Wadi Mathendous. Il a également livré des outils lithiques en grand nombre.

## Historique
L'allemand Heinrich Barth a été le premier Européen à traverser le massif d’est en ouest en 1850 et a découvert et décrit les premiers pétroglyphes de cette région sur le site de Wadi Mathendous.

## Art rupestre
Il existe de nombreuses gravures rupestres sur les parois du Messak Settafet, en particulier sur le site de Wadi Mathendous. Les faces gravées des rochers sont couvertes d'un vernis foncé contenant des minéraux non présents naturellement dans le grès. Le vernis de quelques microns d'épaisseur, contenant des oxydes de fer et de manganèse, a probablement été apposé sur la roche alors que la zone était beaucoup plus humide, il y a quelque 5 000 ans, au Néolithique. La majorité des gravures rupestres de la région ont probablement d'abord été gravées puis vernies, probablement avec un mélange d'eau, pour produire une belle finition.
Les gravures couvrent les 5 périodes des styles picturaux du Sahara décrites par Henri Lhote : les périodes dites Bubaline, Têtes rondes, Bovidienne, Caballine et Caméline, qui s'étendent du début du Néolithique jusqu'à l'Âge du fer.

## Outils lithiques
Le Messak Settafet est jonché d'outils en pierre du Paléolithique supérieur, du Mésolithique et du Néolithique. Une étude récente sur des zones choisies au hasard dans la région a estimé que la densité des outils pouvait atteindre jusqu'à 75 outils par mètre carré en certains endroits.